# Iniciativa Democracia Directa
La Iniciativa Democracia Directa (en alemán: Initiative Direkte Demokratie) fue un partido político en Alemania, principalmente activo en el Sarre, y que por primera vez participó electoralmente en las elecciones estatales de Sarre de 2012. Buscaba implementar la democracia directa en todos los niveles de gobierno.

## Organización
Su presidente era Michael Elicker, jurista de la Universidad del Sarre. El partido cuenta con asociaciones estatales en el Sarre y en Baden-Württemberg. Sin embargo, sus actividades políticas se limitan solo al Sarre.

## Elecciones
El partido participó en las elecciones estatales de Sarre de 2012, sólo en la circunscripción de Neunkirchen,  alcanzando un 0,1 por ciento de los votos a nivel estatal.
Unos días antes de la elección estatal, el partido presentó, sin éxito, una demanda ante el Tribunal Constitucional del Sarre con el propósito de que este aboliera la cláusula del cinco por ciento, para que no fuera tomada en cuenta en la elección. El razonamiento del partido fue que el umbral del cinco por ciento penalizaba a los partidos pequeños y utilizó como argumento la derogación de la cláusula para elecciones europeas en el mismo año por el Tribunal Constitucional Federal.  El Tribunal Constitucional del Sarre desestimó el recurso el 22 de marzo por infundado.
Tras las elecciones el partido no continuó con sus actividades, por lo que se le presume disuelto.